# Джон Грийн
Джон Майкъл Грийн (на английски: John Green) е американски автор известен с романите си за юноши, YouTube видео блогър (влогър), историк и създател на онлайн образователни клипове. Печели наградата Принц през 2006 г. за книгата си Къде си, Аляска?, а през януари 2012 г. най-новият му роман Вината в нашите звезди заема първото място в класацията за бестселъри на Ню Йорк Таймс. През 2014 г. филмовата адаптация на романа оглавява боксофис класациите.. Грийн е включен в списъка със стоте най-влиятелни хора в света за 2014 г. на списание Тайм.
Освен че е писател, Грийн е известен и със своите начинания в YouTube. През 2007 г. той стартира канала VlogBrothers с брат си, Ханк. Заедно Джон и Ханк стартират проекти като Awesome и VidCon и създават общо 11 онлайн сериали като Crash Course – образователен канал, свързан със сферите на литературата, историята и науката.

## Ранни години и кариера
Грийн е роден в Индианаполис, Индиана, а родителите му са Майк и Сидни Грийн. Три седмици след като се ражда, семейството му се мести в Мичиган, а след това в Бирмингам, Алабама, и най-накрая в Орландо, Флорида. Учи в подготвителното училище Лейк Хайланд в Орландо, а по-късно в Индиан Спрингс – училище извън Бирмингам, като последната година от прекарването му там е вдъхновение за основната идея на първата си книга – Къде си, Аляска. Грийн завършва Кеньон Колидж през 2000 г. с две специалности – английски език и религия. Говори за това как е бил обект на тормоз и как това е направило тийнеджърските му години труден период.
След като завършва колеж, Грийн работи пет месеца като стажант капелан в детска болница, докато не се записва в университета в Чикаго Дивинити. Иска да се стане свещеник, но опитът му от работата в болница с деца, страдащи от животозастрашаващи болести, го вдъхновява да стане писател, а по-късно – да напише романа Вината в нашите звезди.
Джон живее няколко години в Чикаго, където работи за вестник Booklist (вестник с главна цел публикуване на рецензии за книги) като издателски асистент и производствен редактор и в същото време пише Къде си, Аляска. Докато е там той преглежда стотици книги, най-вече литературна фантастика, както и книги за исляма. Коментира книги и за The New York Times Book Review и създава оригинални радио есета за NPR и WBEZ – публичната радиостанция на Чикаго. Грийн живее в Ню Йорк две години, докато съпругата му завършва училище.

## Творчество
Първият роман на Грийн Къде си, Аляска публикуван от Книгите за деца на Дътън през 2005 г., е юношески роман, вдъхновен от преживяванията на писателя в Индиан Спрингс. Романът е носител на годишната награда Принц, обявен е и за „най-добрата книга за тийнейджъри“ Романът влиза и в годишния списък „ALA Топ 10“ за най-добрите книги за подрастващи. Тъй като продажбите на Къде си, Аляска не намаляват, през 2011 г. Джон Грийн изказва мнение на несигурност за филм, който би застрашил „връзката към историята“ на читателите. През 2012 г. книгата влиза в списъка за бестселъри на Ню Йорк Таймс. In 2012, the book reached The New York Times Best Seller list for children's paperbacks. Вторият роман на Грийн Множество Катрини (2006 г.) е номиниран за наградата Принц и почти печели наградата Книга на Лос Анджелис според списание Тайм.
Грийн си сътрудничи с младите автори Морийн Джонсън и Лаурен Миракъл за написването на книгата Сняг вали: Три ваканционни романса (2008 г.), която се състои от три взаимосвързани разказа. През ноември 2009 г. книгата печели десетото място в списъка за бестселъри на Ню Йорк Таймс.
През 2008 г. излиза и третият роман на Грийн – Хартиени градове. Малко след издаването му писателят е нает да напише сценария за филма по книгата. През 2009 г. на произведението се присъжда наградата Едгар за най-добър нов роман за възрастни, както и наградата Корин година по-късно.
По-късно Грийн и приятелят му, младият писател Дейвид Левитан пишат заедно романа Уил Грейсън, Уил Грейсън, който излиза през 2010 г.
През август 2009 г. Грийн издава, че пише нова книга, озаглавена Продължението, която така и не излиза на пазара. Петата книга на Джон, озаглавена Вината в нашите звезди, излиза през януари 2012 г. Грийн обяснява на медиите и на (по)читателите си, че някои части от Продължението са преработени в нея. Авторът подписва всички 150 хиляди екземпляра от първото издание. Книгата оглавява класацията за бестселъри на Ню Йорк Таймс за дълъг период от време. Филмовият вариант на романа излиза в кината в Съединените щати на 6 юни 2014 г. и бързо става световен хит.
Грийн бързо се изкачва на по стълбичката на славата. Негова е и заслугата за голямата промяна на пазара с фантастична литература за подрастващи. Според Уолстрийт джърнъл Джон Грийн въвежда нова златна ера за съвремененна и по-реалистична литературна след повече от десетилетие надмощие на книги за млади магьосници, блестящи вампири и антиутопии.